# Provincia de Plasencia
Provincia de Piacenza (en italiano: provincia di Piacenza) es una provincia de la región de la Emilia-Romaña, en Italia. Su capital y ciudad más poblada es Plasencia (Piacenza).
Tiene un área de 2589 km², y una población total de 278 229 hab. (2001). Hay 48 comuni (municipios) en la provincia.